# Titularerzbistum Nisibis dei Caldei

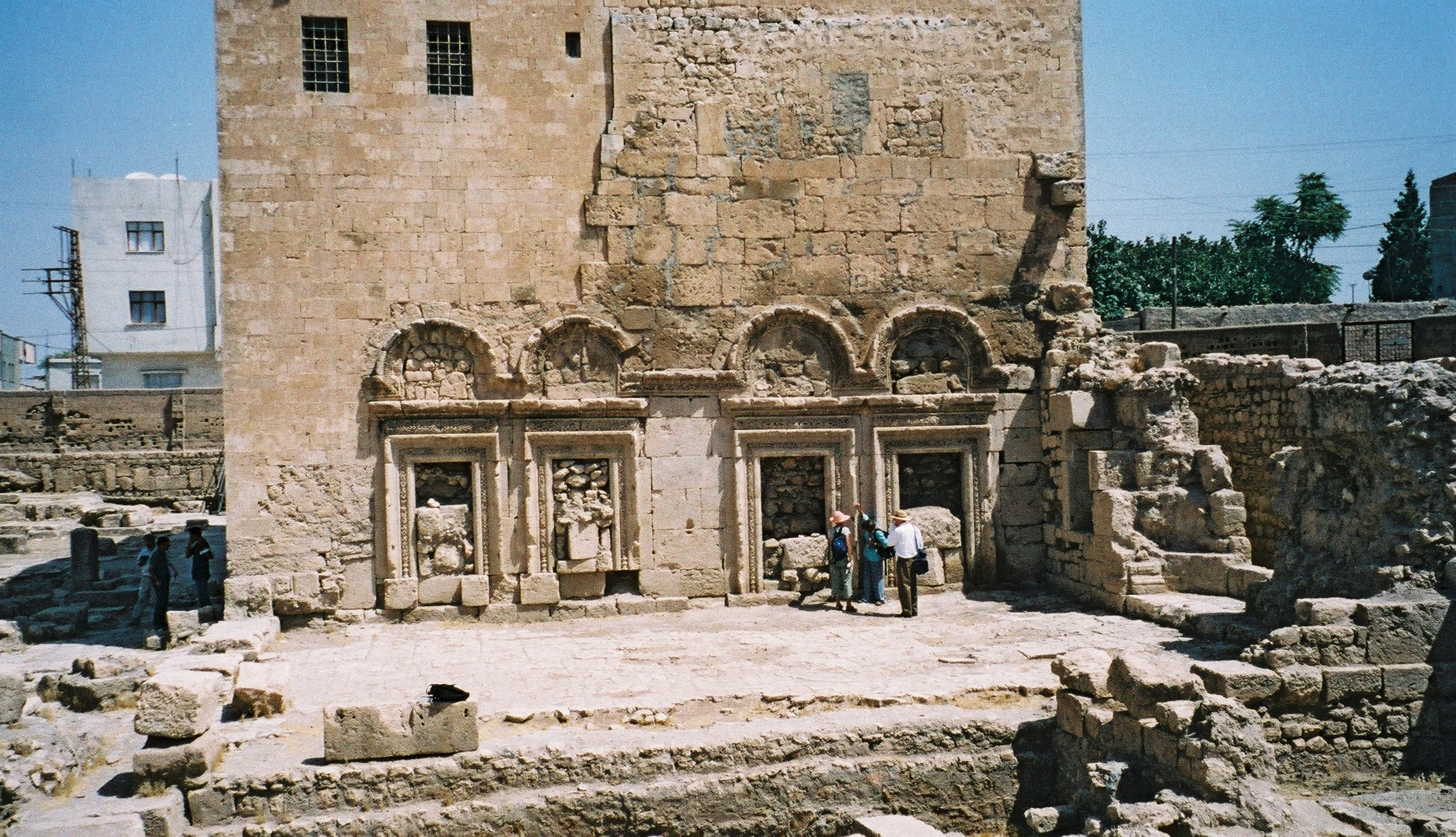
Kirche des Heiligen Jakob (`Idto d-Mor Y`aqub) in Nisibis.

Nisibis dei Caldei (ital.: Nisibi dei Caldei) ist ein Titularerzbistum der römisch-katholischen Kirche, das vom Papst an Titularerzbischöfe aus der mit Rom unierten Chaldäisch-Katholischen Kirche vergeben wird. Der gleichnamige antike Bischofssitz lag in Mesopotamien.
| Titularerzbischöfe von Nisibis dei Caldei |                          |                                                       |                   |                  |
| Nr.                                       | Name                     | Amt                                                   | von               | bis              |
| 1                                         | Elie-Joseph Khayatt      | emeritierter Bischof von Amadiyah (Osmanisches Reich) | 22. April 1895    | 13. Juli 1900    |
| 2                                         | Hormisdas Etienne Djibri | Weihbischof in Kirkuk (Irak)                          | 18. August 1902   | 31. August 1917  |
| 3                                         | Thomas Michel Bidawid    | Weihbischof in Bagdad (Irak)                          | 24. August 1970   | 29. März 1971    |
| 4                                         | Gabriel Koda             | emeritierter Erzbischof von Kirkuk (Irak)             | 14. Dezember 1977 | März 1992        |
| 5                                         | Jacques Ishaq            | Weihbischof in Babylon (Irak)                         | 21. Dezember 2005 | 22. Juni 2023    |
| 6                                         | George Jacob Koovakad    | Päpstlicher Reisemarschall; designierter Kardinal     | 25. Oktober 2024  | 7. Dezember 2024 |